# Rygeloven
Rygeloven i Danmark, egentlig Lov om røgfri miljøer, er en lov, som giver personer som færdes og opholder sig indendørs på arbejdspladser, og på skoler, uddannelsessteder, offentlige institutioner og restauranter et retskrav på ikke at blive udsat for passiv rygning.
Det sker ved at indføre røgfrihed, undtaget er eventuelle rygerum, som ikke må tjene andre funktioner end rygning.

## Lovens formål
I 2007 blev rygelovens formål defineret som:
"Formålet med loven er at udbrede røgfri miljøer med henblik på at forebygge sundhedsskadelige effekter af passiv rygning og forebygge, at nogen ufrivilligt kan udsættes for passiv rygning."

### Geografisk afgrænsning
§ 34: Loven gælder ikke for Færøerne og Grønland.
Som det fremgår nedenfor, finder forskellige lande inspiration hos hinanden; inspirationen får flere lande til at indføre eller ændre rygelove. De grænseoverskridende inspirationskilder er medtaget, hvor det er relevant.

## Historie

### 2007 Tilblivelse
Loven, som blev fremsat d. 21. marts 2007 af daværende indenrigs‑ og sundhedsminister (Lars Løkke Rasmussen (V)), formulerede denne intention: Som hovedregel skal offentlige bygninger være røgfrie dog med en række undtagelser; fx "lokaler, der alene tjener som arbejdsplads for én person ad gangen."
Loven blev vedtaget den 29. maj 2007 af alle partier i Folketinget på nær Det Radikale Venstre, der stemte blankt, da de Radikale ikke mente, at loven var vidtgående nok.
De eneste MF'ere, der stemte imod, var Henriette Kjær (K) og Irene Simonsen (V). Loven trådte i kraft 15. august 2007.

### Virkning
Charlotta Pisinger, professor i tobaksforebyggelse ved Københavns Universitet, vurderer, at 320.000 danskere blev røgfri på grund af loven i perioden 2007 - 2017.
I 2018 røg 5 pct. af de 13-årige og 17 pct. af de 15-årige ifølge Kræftens Bekæmpelse.
Andelen af de 18-19-årige, som dagligt ryger, er faldet fra 12 pct. til 6 pct.
I 2020 røg 18 procent af de voksne danskere, enten dagligt eller lejlighedsvist; det er 2 procentpoint mindre end i 2019. Det meddeler Sundhedsstyrelsen.

### Lovændringer
Siden vedtagelsen i 2007 er rygeloven blevet ændret tre gange i løbet af 2010'erne: 2012 og 2016 samt 2019. Den nyeste version af rygeloven gælder.
For hver ændring ser det ud til, at der bliver færre undtagelser fra lovens hovedregel om røgfrihed indendørs i offentlige bygninger. For paragraffer bliver ophævet; således er §§ 8-9 og 14 ophævet i 2019-loven.
Hvor der er uenighed mellem en ældre version og lovens nyeste version, er det dermed den nyeste version, der gælder.

#### 2012
Ændringen i 2012 havde særligt fokus på børn og unge; så skoler med elever under 18 år blev omfattet af røgfrihed. Daværende statsminister Helle Thorning-Schmidt (S) meddelte, at antallet af cigaretter i en pakke fastsættes til 20 stk., så det ikke er tilladt at sælge færre cigaretter eller en enkelt cigaret.

#### 2016
I 2016 trådte en lov om e-cigaretter i kraft. Daværende justitsminister Søren Pind (V) bestemte, at fængsler skal være omfattet af indendørs røgfrihed. (Ligesom fængsler i Californien har været siden 2005.)

#### 2019
Lovændringen af 2019 træder gradvist i kraft i perioden 2019 - 2022.
I 2019 blev en række partier (heriblandt de fire gamle partier) enige om fremover at gøre cigaretpakker neutrale (efter australsk forbillede med opbakning fra WHO), og 20 cigaretter skal koste 60 kroner. Men Vidensråd for Forebyggelse ønsker, at 20 cigaretter bør koste 90 kr. for at få de unge til at undlade at ryge. I Norge kostede en pakke cigaretter ca. 90 kr. i 2019.
Sundhedsstyrelsen afviste tobaksindustriens lobbyister. Smag i E-cigaretter blev forbudt. Røgfri skoletid blev vedtaget på trods af uenige politikere.
Lægeforeningen og en række andre organisationer kritiserede regeringen Mette Frederiksen for at ikke at bekæmpe rygning tiltrækkeligt; organisationerne er klar med flere forslag til en mere vidtgående rygelov.
2020
Den 1. april steg prisen for en pakke cigaretter til 55 kr. Dermed steg prisen med 15 kr. pr. pakke.
Regeringen Mette Frederiksen har planlagt flere tiltag for at sikre, at tobakspriser og afgifter fastholdes på det niveau, som Folketinget har vedtaget.
2021
Detailhandlen skal skjule alle tobaksprodukter fra og med d. 1. april.
Skærpede krav til handlen med tobak trådte i kraft d. 1. juli, så cigaretpakker være helt ens og grumset grøn.
Siden d. 31. juli 2021 er røgfri skoletid for alle elever blevet lovkrav på alle ungdomsuddannelser med optag af elever, som er yngre end 18 år.
I efteråret 2021 vil regeringen fremsætte lovforslag, der fastsætter antallet af cigaretter til præcis 20 stk. i en pakke.
2022
En pakke med 20 cigaretter koster 60 kr. pr. 1. januar 2022, meddeler skatteministeren.

### Tredjehåndsrygning ikke omfattet af rygeloven
Tredjehåndsrygning synes ikke at være nævnt i 2019-rygeloven; på trods af at tredjehåndsrygning (også kaldet gammel røg) forårsager bl.a. leverskader.
Kræftens Bekæmpelse ser gerne, at tredjehåndsrygning bliver omfattet af lovgivningen.

## Lovens indhold
Loven fastsætter en række minimumsstandarder, der gør det muligt lokalt at fastsætte mere vidtgående regler end lovens.

### Restauranter
Der gælder generelt indendørs røgfrihed inden i restauranter, caféer, barer og diskoteker der har et offentligt tilgængeligt serveringsareal på over 40 kvadratmeter. Hvis arealet er større, skal der indrettes en separat rygeafdeling, hvor der ikke må serveres eller medbringes mad og drikkevarer.

### Skoler og uddannelsesinstitutioner
På skoler og institutioner, der fortrinsvis optager børn og unge under 16 år, er det ikke tilladt for børn og unge at ryge på institutionens område. På skoler og institutioner, der fortrinsvis optager unge i 15-16 års alderen og derover, og som derudover også fungerer som bolig (eksempelvis kostskoler og efterskoler) for de unge, kan det besluttes, at der må ryges i rygerum og på de unges egne værelser.
På andre uddannelsesinstitutioner, bl.a. inden for de videregående uddannelser, kan det besluttes, at elever og studerende må ryge i lokaler, som er stillet til rådighed som studieplads og kun benyttes af en elev eller studerende ad gangen.

### Offentlige institutioner
Sygehuse og hospitaler kan vedtage, at rygning er tilladt for patienter og pårørende, såfremt andre ikke bliver udsat for passiv rygning. På plejehjem, døgninstitutioner, botilbud m.v. er det op til de enkelte beboere, om der må ryges i deres boliger – dog kan beboere pålægges at undlade rygning, når personalet opholder sig i rummet. Det samme gør sig gældende for borgere, der i deres private hjem modtager offentlig service, som fx hjemmepleje.

### Arbejdspladser generelt
Som følge af loven er det ikke længere tilladt at ryge på indendørs arbejdspladser. Dog er rygning i enkeltmandskontorer fortsat tilladt. Arbejdspladserne har også mulighed for at indrette rygerum eller rygekabiner. Arbejdspladserne skal udarbejde en skriftlig rygepolitik.

### Sanktioner
Arbejdsgivere og restauratører kan straffes med bøde, hvis loven overtrædes. Første gang er bøden på 5.000 kr. og anden gang 10.000 kr. og så tredje gang 20.000 kr.

## Kritik af rygeloven

### Der bør være mere røgfrihed
Politisk er loven blevet stærkt kritiseret af Det Radikale Venstre for at tvinge medarbejdere til at arbejde i lokaler fyldt med røg; partiet er tilhænger af total røgfrihed.
En stor del af danskerne er også tilhængere af total røgfrihed: Ifølge en meningsmåling var 30 % af de adspurgte enige i, at Danmark bør være røgfrit i 2026; så det til den tid bør være kriminelt at ryge her i landet. Både Finland og New Zealand har indført lignende planer (se nedenfor).

### Anden utilfredshed
Musikeren Kim Larsen (1945 - 2018) var meget utilfreds med rygeloven, så han iværksætte en kampagne imod loven.
Loven medførte utilfredshed fra værtshusejere. En gruppe østjyske restauratører sagsøgte via Restauratørforeningen af 1881 staten for ulovlig indgriben i den private ejendomsret. Andre restauratører byggede om, således at deres serveringsareal lige præcis holder sig under 40 kvadratmeter. Atter andre gik til civil ulydighed ved at ignorere loven.
I 2007 frygtede arbejdsgiverorganisationen Danmarks Restauranter & Cafeer, at flere restauratører ville gå konkurs som følge af loven.

## Andre røgfrihedsfremmende tiltag, forslag og opfordringer

### Inden 2007
- 1964 I Düsseldorf-sporvognene blev al tobaksrygning forbudt fra d. 1. marts.[84]
- 1986 SAS gjorde alle sine fly røgfri.[85]
- 1995 Ved lov blev der indført røgfrie offentlige lokaler og transportmidler.[86][23]
- 1998 Daværende sundhedsminister Carsten Koch (S) ville gøre skoler røgfrie ved lov;[87] året efter, i 1999, måtte han opgive at fremsætte lovforslag om røgfrie hospitaler.[88]
- 2000 På Bispebjerg og Skejby sygehuse vedtog personale og ledelse at gøre de to hospitaler røgfrie.[88]
- 2005 Ved direktiv forbød EU tobaksreklamer,[89] hvilket i Danmark blev implementeret ved lov om forbud mod tobaksreklame m.v.[90](også kaldet tobaksreklameloven[91] ). Den første røgfrie biograf blev Metropol.[92]

### 2007 og derefter
- 2007 Aalborg Stadion blev røgfrit.[93]
- 2008 Daværende sundhedsminister Jakob Axel Nielsen (K) opfordrede efterskoler til at indføre røgfrihed.[94]
- 2011 Folketingets enkeltmandskontorer blev røgfrie, meddelte Folketingets daværende formand, Mogens Lykketoft (S).[95]
- I 2012[96] blev cigaretpakker forsynet med klamme billeder[97] til skræk og advarsel.[98] Aalborg Zoo blev delvis røgfri, så der fremover kun må ryges i to afmærkede rygezoner.[99]
- I 2013 indførte DSB røgfrie perroner og stationer.[100] Københavns Kommune indførte røgfrie legepladser.[93]
- I 2016 var 78 % af alle danske hjem røgfri.[19]
- 2019 Tisvilde[101] etablerede Danmarks første røgfri strand.[102] Siden 2019 har en række butikker gemt tobak væk bag forhæng eller under disken.[14] Sydvestjysk Sygehus i Esbjerg har siden 2019 tilbudt rygestopkursus til patienter.[103]
- Siden maj 2020 er mentolcigaretter blevet forbudt[104] på grund af et EU-direktiv.[105] Flere skoler,[14] gymnasier[106] og erhvervsskoler[106] har indført røgfri skoletid; siden august 2020 har alle elever kunnet nyde røgfri skoletid.[107] I august 2020 havde 50 ud af landets 98 kommuner indført røgfri arbejdstid.[108] Alle regionale arbejdspladser skal være røgfri i 2020;[109] Aarhus Byråd har besluttet,[110] at der i fremtiden bliver flere røgfrie udearealer i byen.[111]
- I 2020 har Covid-19 resulteret i omfattende anvendelse af hjemmearbejdspladser, og så gælder loven om røgfri miljøer også i medarbejderes egne hjem[112] og haver.[113] Region Sjælland tilbyder gratis hjælp til rygestop for personer, som testes for COVID-19.[114] Som den første uddannelsesinstitution, der udbyder videregående uddannelser, indførte University College Lillebælt røgfrihed.[115] Gladsaxe Kommune indførte røgfri legepladser i oktober 2020.
- I januar 2022 indfører Køge Kommune røgfrie arbejdspladser;[116] en anden sjællandsk kommune forventer at gøre ligeså.[17]
- Fra d. 1. juli 2022 er der mere udendørs røgfrihed i Silkeborg Kommune.[117]

#### Debatter o.l. om yderligere tiltag
- Fra 2007[118] til 2011[119] blev det jævnligt debatteret, hvorvidt danske film bør være røgfrie, især danske børnefilm.[120] Siden 2011 gælder krav om røgfrie kinesiske film[121] (se nedenfor).
- I 2013 blev lakridspiber og chokoladecigaretter[122] genstand for debat, for EU overvejede at forbyde slik, som ligner tobak.[123]
- I 2015 ønskede syv ud af 10 danskere at gøre bilen røgfri, hvis der er et barn i bilen;[124] Lungeforeningen bakker ønsket op.[125] Denne regel gælder allerede i flere lande, fx Italien[126] og Sydafrika[127] samt England og Wales[128] og Irland[129] (se nedenfor).
- 2017 Odense Kommunens sundhedsudvalg var fortaler for at lade gader og stræder blive omfattet af udendørs røgfrihed for at reducere andelen af rygere fra 17 procent af odenseanerne til to procent inden 2030;[130] men i den britiske by Newcastle[131] blev det ikke kun ved snakken, for byen indførte udendørs røgfrihed for fortovscaféer i 2020 (se nedenfor).
- Med inspiration fra Sverige,[132] Australien,[133] Thailand[134] og Frankrig[135] samt Malta[136] opstod der i 2019 i Danmark en debat om, hvorvidt der bør indføres udendørs røgfrihed.[137] I 2019 ønskede 77 pct. af dem, der selv ryger, et røgfrit Danmark for børn og unge.[138]
- I 2020 ønskede 71 pct. af dagligrygerne at kvitte tobakken, viser tal fra Sundhedsstyrelsen,[139] og rygestop-app E-kvit er et meget populært hjælpemiddel; frygt for coronavirus er en vigtigt årsag til ønsket om at blive røgfri.[50]
- I marts 2021 ønskede Fyns Almennyttige Boligforening (FAB), at nybyggede almene boliger skal være røgfrie.[140] Odense Byråd[141] ser ud til at bakke initiativet op.[142] Ifølge Kræftens Bekæmpelse ønsker over halvdelen af danskerne flere røgfrie udendørsarealer.[143] I april 2021 ønskede et politisk parti[144] at indføre røgfrie strande i Københavns Kommune.[145]
- I marts 2022 meddelte sundhedsminister Magnus Heunicke:[146] Regeringen[147] foreslår at forbyde salg af tobak til alle, som er født i år 2010[148] eller derefter.[149] Singapore og New Zealand har allerede indført et sådant tiltag;[150] der er en lignende debat på Tasmanien[151] og i England.[152] I Malaysia kan salg af tobak til alle, som er født efter 2005, blive forbudt.[153] Bhutan har forbudt salg af tobak.[154]
- Den 24. marts 2024 mente 36 % af de adspurgte danskere, at al salg af tobak bør være forbudt i 2030.[155]

## Planlagte danske røgfrie byer
WHO bakker sådanne initiativer op.
Med inspiration fra røgfrie byer i andre lande (se nedenfor) har disse danske byer planlagt at indføre røgfrihed:
- Røgfrit København 2025[157]
- Røgfrit Odense[158]

## Røgfri generation 2030
En række andre lande har også planlagt røgfri generation, fx Singapore, England, Skotland samt Tasmanien og Belgien. Mens Ungarn og Rusland overvejer (se nedenfor).
Siden 2016 har en række aktører promoveret den målsætning, Røgfri generation 2030 aka Røgfri Fremtid. Til disse aktører hører:
- 2016 sundhedsminister Sophie Løhde (V)[166] og Lungeforeningen[167] og Region Sjælland[168]
- 2017 Sundheds- og Ældreministeriet[169] og Kræftens Bekæmpelse[165] og Dansk Selskab for Folkesundhed[170]
- 2018 Sundhedsstyrelsen[171] og Region Syddanmark[172] og Region Midtjylland[173] og Region Hovedstaden[174] og Svendborg Kommune[175] samt Dank Sygeplejeråd[176]
- 2019 sundhedsminister Magnus Heunicke (S)[177] og ni kommuner på Vestegnen og Sydamager[178] og Dansk Erhverv[179] og Frederiksberg[180] og Assens Kommune[181] og Region Nordjylland[182] og Danske Regioner[109] og Praktiserende læger i Syddanmark[183]
- 2020 Odense Kommune[158] og Guldborgsund Kommune[184]

Hertil kommer:
Hjerteforeningen og Lægeforeningen og Salling Group og TrygFonden
Ni ud af 10 danskere bakker op om en røgfri fremtid. WHO bakker ligeledes initiativet op.

## Lignende tiltag i udlandet

### Rygelove o. l. i andre lande og landsdele
EU har kompetence til at indføre en rygelovgivning enten ved direktiv eller forordning; som så vil gælde i alle medlemslande.
- 2002 Filippinerne indførte røgfrihed; lovgivningen er blevet skærpet flere gange siden: I 2016 blev udendørs røgfrihed planlagt.[194]
- 2004 som det første EU-land indførte Irland national røgfrihed,[195] og Irlands plan for 2025 er klar: kun 5 % af irerne må ryge.[196] Bhutan gjorde slag af tobak ulovligt.[197] Uruguay indførte røgfrihed på offentlige steder.[197]
- 2005 Færøerne indførte rygelov, som blev skærpet i 2007.[198] Canada indførte rygelov.[199] Californien gjorde fængsler røgfrie;[31] den californiske rygelov er siden blevet skærpet flere gange: 2007[200] og 2018[201] samt 2020[202]
- 2006 Skotland indførte røgfrihed på pubber, i restauranter og på arbejdspladsen.[203] Saudi-Arabien gjorde statens bygninger røgfrie.[204]
- 2007 Belgien indførte røgfrihed på restauranter.[205] Island indførte røgfrie værtshuse.[206] Tyskland indførte ikke-ryger-beskyttelse.[207] Siden 2007 har Frankrig haft rygelov.[208]
- 2008 Israel indførte røgfrihed.[209] Kenya indførte rygelov.[210] Nu er der også indført røgfrihed i Indien.[211] Tyrkiet indførte røgfrihed.[212] Røgfrihed på restaurationer i Portugal.[213] Mexico indførte lov om røgfrihed.[214]
- 2009 Colombia indførte indendørs røgfrihed på alle arbejdspladser og på offentlige steder.[197]
- 2010 Siden 1. oktober har Grønland[215] indført røgfrihed for værtshuse, restauranter og caféer.[216] Schweiz indførte beskyttelse mod passiv rygning.[217] Grækenland indførte røgfrihed.[218] Egypten indførte rygelov.[219] Nordmakedonien indførte røgfrihed på alle offentlige steder.[220] Malaysia findførte røgfrihed på offentlige steder, og en overtrædelse kan koste op til to års fængsel.[197]
- 2011 Spaniens rygelov trådte i kraft.[221] Siden 2011 gælder røgfrihed i biler i Sydafrika;[127] og sydafrikanske strande kan også blive røgfrie.[222] Siden 2011 har Norge[223] været blandt de nordiske lande,[224] der har en mere vidtgående rygelov,[225] end Danmark har.[226]
- 2012 Bulgarien indførte rygelov.[227] Costa Rica indførte røgfrihed på alle offentlige steder.[197]
- 2013 i Rusland fik rygerne det sværere;[228] og mulig skærpelse i 2015: Forslag: ingen russer, som er født efter 2015, må kunne købe tobak.[164] EU opfordrede sine medlemslande til at indføre røgfri miljøer.[229] Chile indførte rygelov.[230]
- 2014 EU standardiserede tobaksemballage med et tobaksvaredirektiv.[231] Indonesien indførte afskrækkende billeder på tobaksembalage.[232]
- 2015 Australien indførte ny udendørs røgfrihed.[133] Kina indførte røgfrihed på kontorer og i busser og i tog.[233] England og Wales strammede rygeloven: Det er ikke længere lovligt at ryge i bilen, hvis der sidder børn i bilen.[128]
- I 2016 meddelte Finland, at det nordiske land vil være røgfri i 2030.[74] Italien gjorde biler røgfrie.[126] New Zealand har planlagt, at rygning skal ophøre i 2025.[75] I Singapore har man desuden foreslået at forbyde salg af tobak til alle født efter år 2000, hvilket 70 pct. af befolkningen bakker op.[73]
- 2017 Tjekkiet indførte lov om røgfrihed.[234] Frankrig fik flere røgfri strande.[135] Storbritannien forbød salg af cigaretpakker med kun 10 stk. pr. pakke.[235]
- 2018 Sverige indførte udendørs røgfrihed.[132] Thailand indførte røgfrie strande.[134] Skotland planlagde røgfri generation.[160]
- 2019 Brasilien indførte røgfrihed ved lov.[236] Østrig indførte ikke-ryger-beskyttelse.[237] Ungarns regerings plan er, at ingen, som er født efter 2020, må kunne begynde at ryge; så Ungarn kan blive det første røgfrie EU-land.[163]
- 2020 Den spanske provins, Galicien, indførte røgfrie strande, terrasser og gader.[238] Malta indførte udendørs røgfrihed.[136] Siden april 2020 er japanske restauranter røgfri.[239] Newcastle indførte røgfri fortovscaféer.[131]
- 2021 Australiens rygelov vil gøre det ulovligt at importere e-cigaretter.[240] Belgien vil stramme sin lov om tobaksreklamer.[241] Tyskland vil også stramme sin lov om tobaksreklamer.[242] New Zealand vil indføre flere røgfrie områder;[243] som et led i sin Smokefree 2025 planlægger New Zealand[244] at forbyde salg af tobak til alle, som er født efter 2008.[245]
- 2022 Englands plan om røgfri generation 2030 vil træde i kraft.[159] Armenien[246] planlægger at indføre indendørs røgfrihed.[247]

### Røgfrie byer eller planlagte røgfrie byer i andre lande
- Flere californiske[248] byer[249]
- 125 kinesiske byer[250]
- Den indiske by Chandigarh blev i 2007 landets første røgfrie by.[251]
- Den indiske landsby Panamaram[252]
- Fra 2024 er Bristol planlagt til at blive den første røgfrie britiske by.[253]
- Australiens næststørste by, Melbourne, planlægger at blive helt røgfri fra år 2025; og byen har allerede indført røgfrie arealer udendørs.[254]

### Røgfrie film
- Siden 2011 er kinesiske film røgfrie.[121]
- 2015 The Walt Disney Company gjorde film røgfri.[255]
- 2016 WHO opfordrede til at indføre røgfri film.[256]
- 2019 Netflix gjorde serier og film fri for cigaretter.[257]